# Giallo (film 1933)
Giallo è un film del 1933 diretto da Mario Camerini.

## Trama
Henriette è la moglie di un ricco possidente che la trascura. Lei si consola leggendo libri gialli. Un giorno la sua vita viene sconvolta dall'omonimia del marito con un bandito evaso.

## Produzione
La pellicola è stata girata negli stabilimenti Cines-Pittaluga di Roma.